# Jérémy Bescond

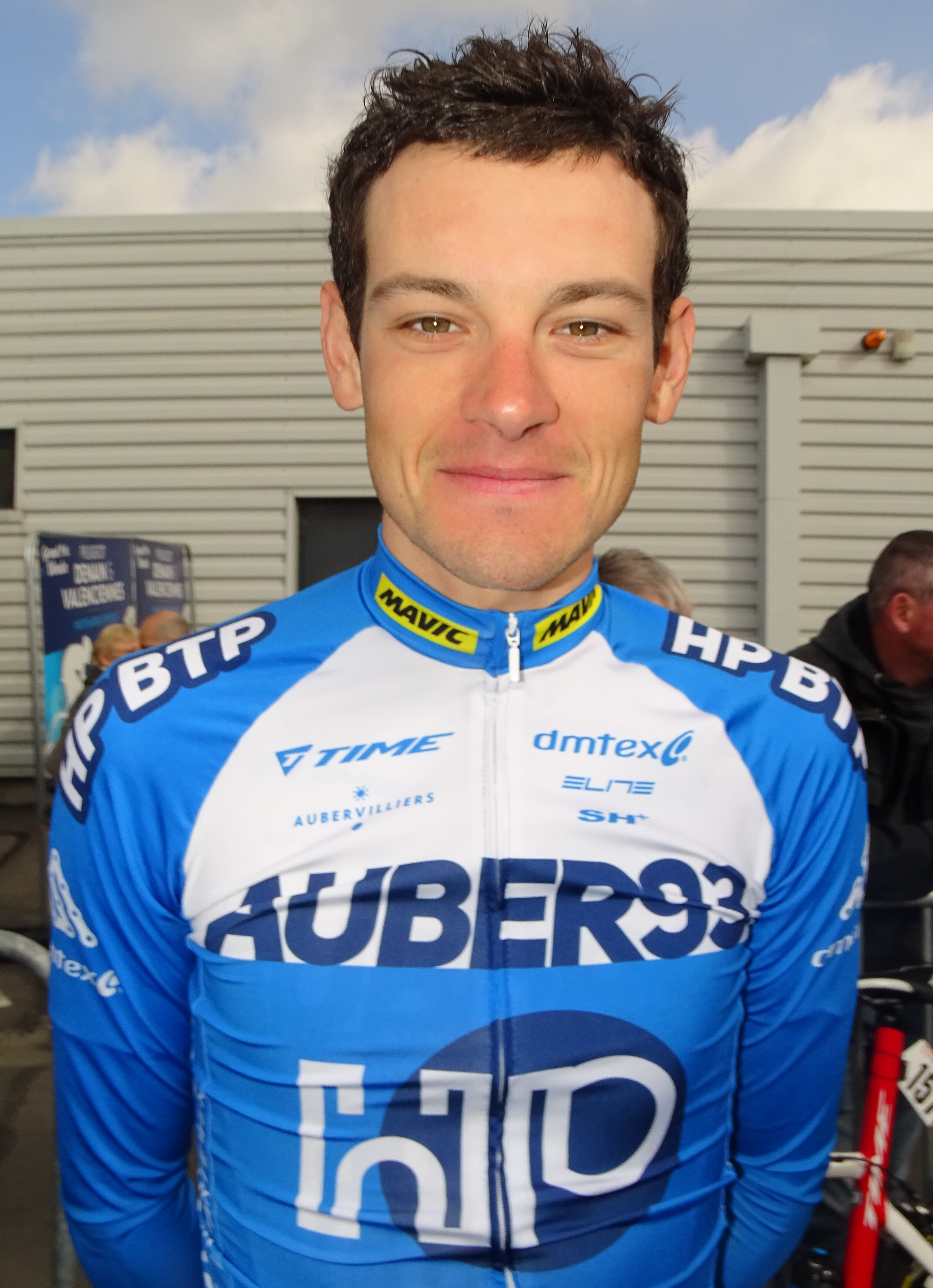
Jérémy Bescond

Jérémy Bescond (* 27. Februar 1991 in Douarnenez) ist ein französischer Radrennfahrer.
Bescond gewann 2009 in der Juniorenklasse eine Etappe der Tour du Valromey.
Im Erwachsenenbereich gewann er 2010 mit Team Vulco-VC Vaulx-en-Velin das Mannschaftszeitfahren  der Tour du Gévaudan Languedoc-Roussillon. Ende der Saison 2012 fuhr er für das französische Professional Continental Team Cofidis als Stagiaire und 2013 bis 2014 mit regulärem Vertrag, ohne besondere Ergebnisse zu erzielen. Danach fuhr er für verschiedene Vereinsteams und wurde unter anderem Dritter bei Kreiz Breizh Elites 2016 und Achter der Tour de Bretagne Cycliste 2018.

## Erfolge
2010
- Mannschaftszeitfahren Tour du Gévaudan Languedoc-Roussillon

## Teams
- 2012 Cofidis, le Crédit en Ligne (Stagiaire)
- 2013–2014 Cofidis, Solutions Crédits